# Xanthorhoe roseopicta
Xanthorhoe roseopicta är en fjärilsart som beskrevs av W. Warren 1903. Xanthorhoe roseopicta ingår i släktet Xanthorhoe och familjen mätare. Inga underarter finns listade i Catalogue of Life.